# Uchideshi
Uchideshi (jap. 内弟子 uchi-deshi) – uczeń mieszkający i uczący się w domu swojego mistrza. 
Japońskie słowo uchideshi oznacza ucznia, czeladnika w tradycyjnym systemie kształcenia w rzemiośle, sztukach pięknych i sztukach walki. 
Źródłosłów: uchi – wewnątrz, deshi – uczeń, praktykant, terminator.